# Кам'янець-Подільський силікатний інститут
Кам'яне́ць-Поді́льський силіка́тний інститу́т — вищий навчальний заклад, який працював у Кам'янці-Подільському на початку 1930-х років.
Утворено злиттям Кам'янець-Подільського хімічного технікуму та Артемівського силікатного інституту. 1935 року приєднано до Харківського інституту будівельних матеріалів.
В інституті навчалися:
- Добровольський Сергій Михайлович,
- Мірошниченко Костянтин Кирилович,
- Кобилянський Владислав Костянтинович.